# Saint-Julien-en-Beauchêne
Saint-Julien-en-Beauchêne è un comune francese di 132 abitanti situato nel dipartimento delle Alte Alpi, nella regione della Provenza-Alpi-Costa Azzurra.

## Società

### Evoluzione demografica
Abitanti censiti